# Konstitutionssäule
Konstitutionssäulen sind Denkmäler in Form einer Säule, die anlässlich der Etablierung einer Verfassung (Konstitution, in älterer Schreibung auch Constitution) eines Staates errichtet wurden.

## Liste der Konstitutionssäulen in Deutschland
- zu Ehren der Baden-Württembergischen Verfassung von 1953
  - Verfassungssäule in Stuttgart vor dem Gebäude des Landgerichts in der Urbanstraße, erbaut 1956 nach Plänen von Hermann Brachert und Hermann Kress
- zu Ehren der Badischen Verfassung von 1818
  - Verfassungssäule in Karlsruhe auf dem Rondellplatz, fertiggestellt 1827, nach Plänen von Friedrich Weinbrenner in Form eines Obelisken aus rotem Sandstein (alternativer Name Großherzog-Karl-Denkmal)
  - Verfassungssäule in Lahr auf dem Schutterlindenberg, eingeweiht am 22. August 1843 anlässlich des 25. Jubiläums des Erlasses der badischen Verfassung

- zu Ehren der Bayerischen Verfassung von 1818
  - Konstitutionssäule in Gaibach, eingeweiht am 22. August 1828, gestaltet von Leo von Klenze

- zu Ehren der Sächsischen Verfassung von 1831
  - Konstitutionssäule in Zittau auf dem Haberkornplatz, eingeweiht am 3. September 1831
  - Verfassungssäule im Lieblingstal (unterer Abschnitt des Schullwitzbachtals) bei Dürrröhrsdorf-Dittersbach, eingeweiht 1831, wiedererrichtet 2007

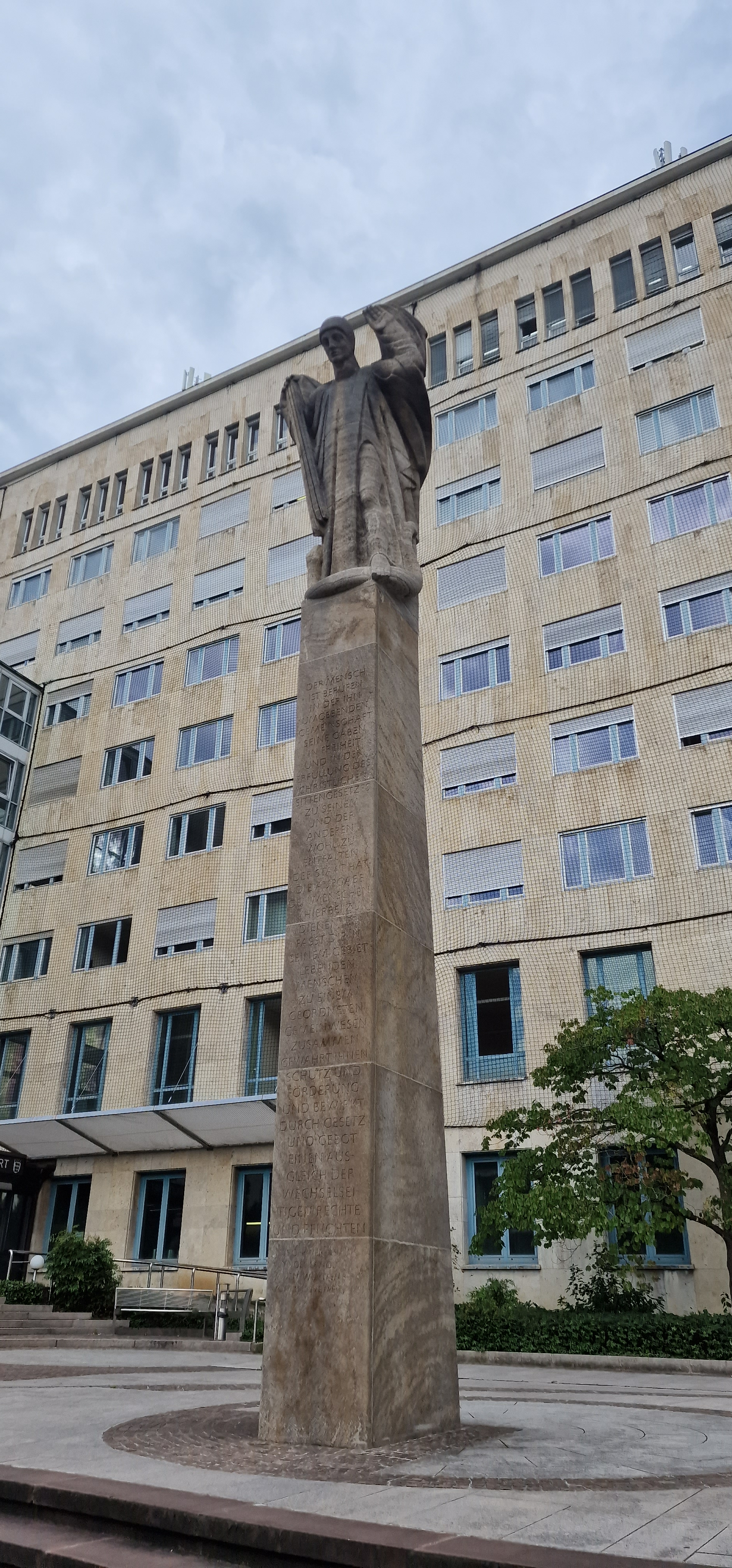
Konstitutionssäule in Stuttgart
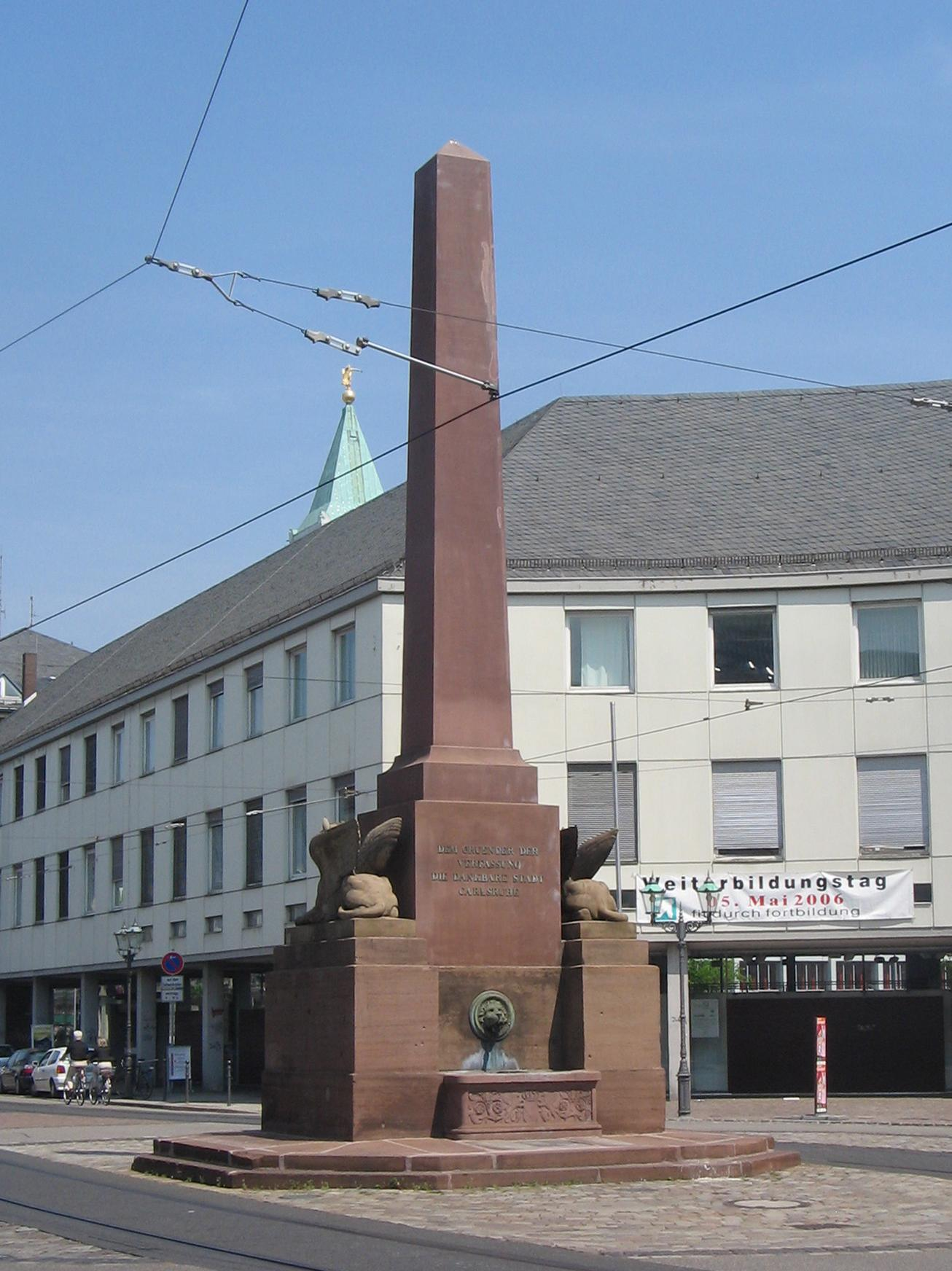
Konstitutionssäule in Karlsruhe
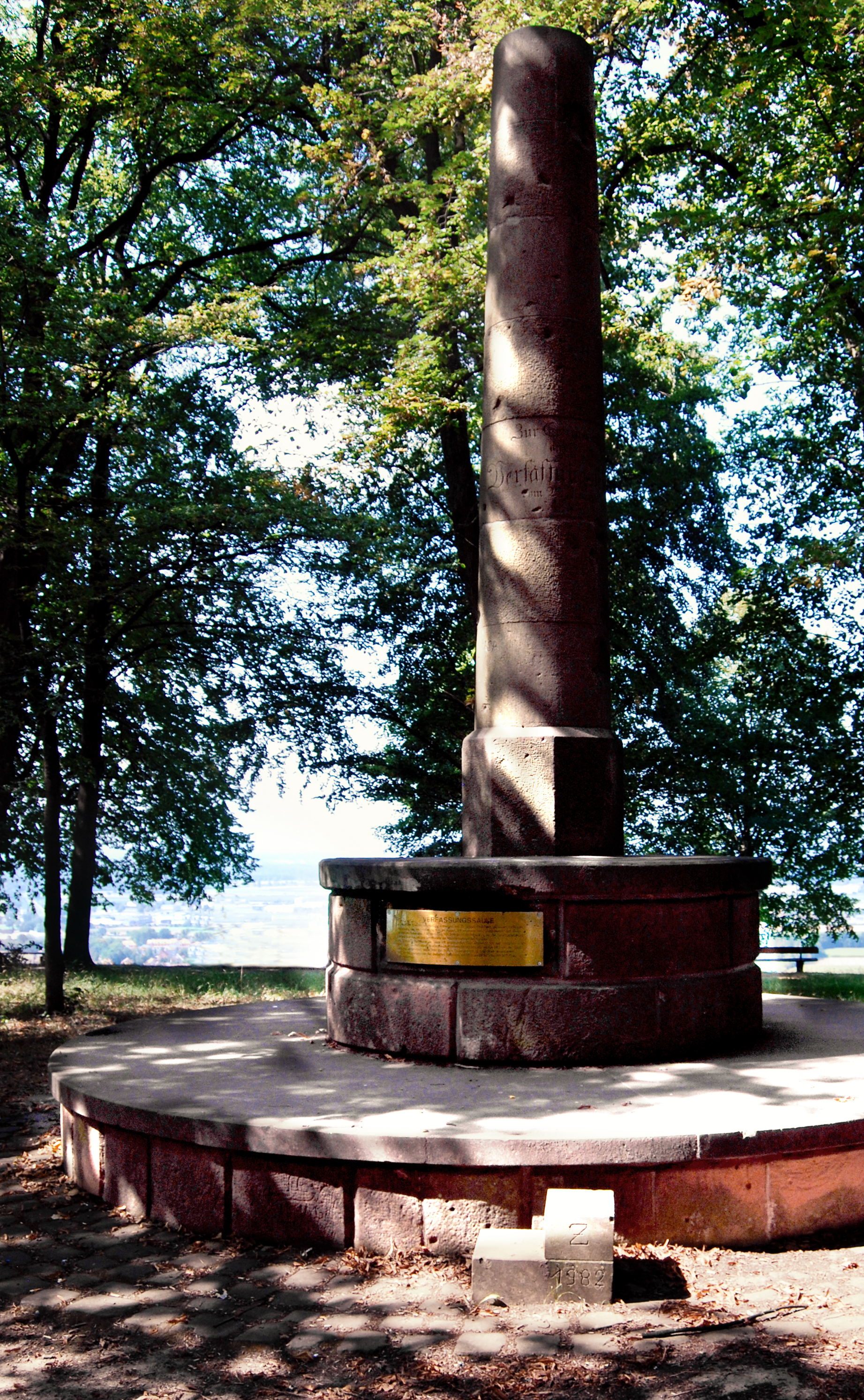
Konstitutionssäule in Lahr
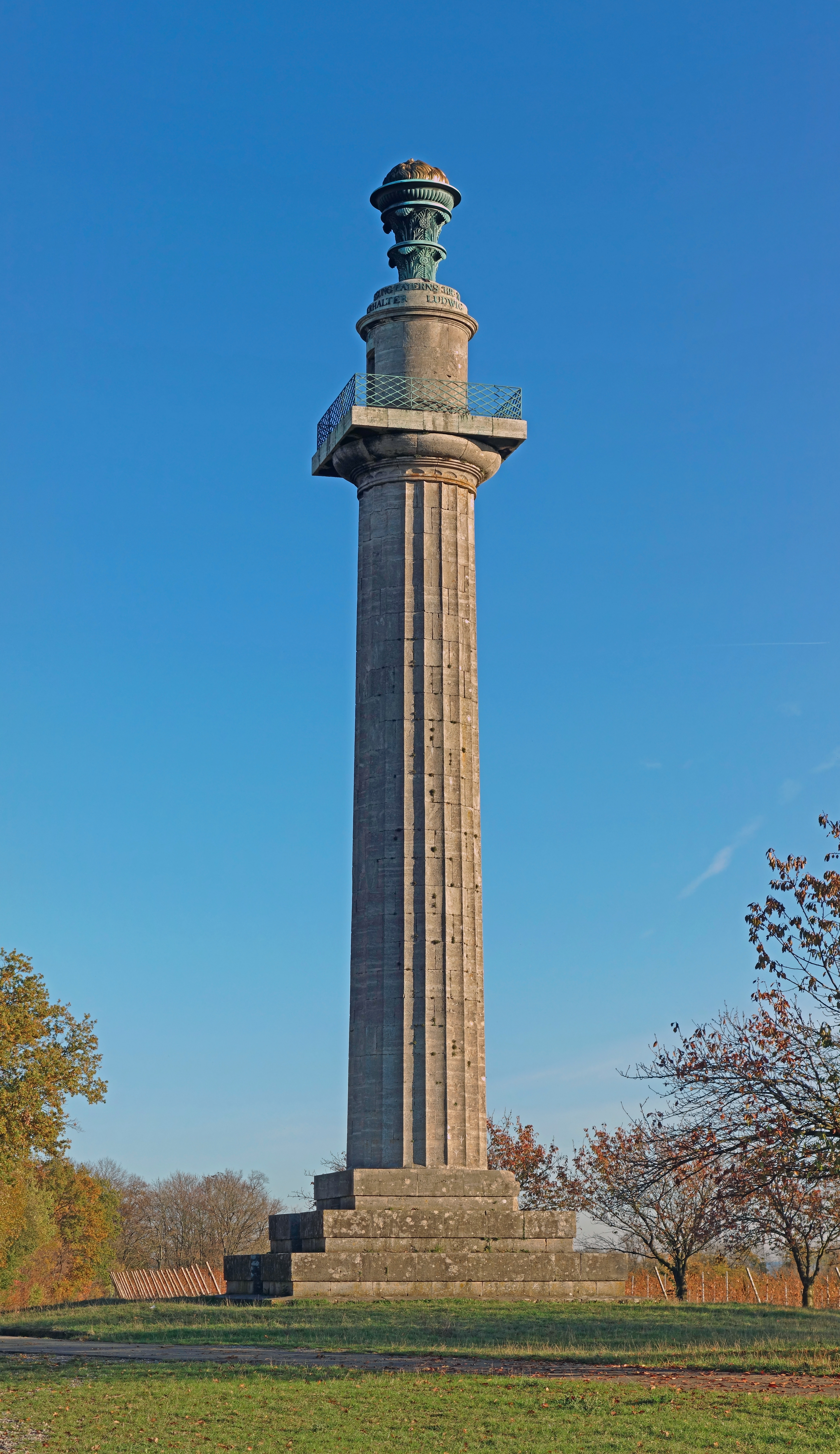
Konstitutionssäule in Gaibach
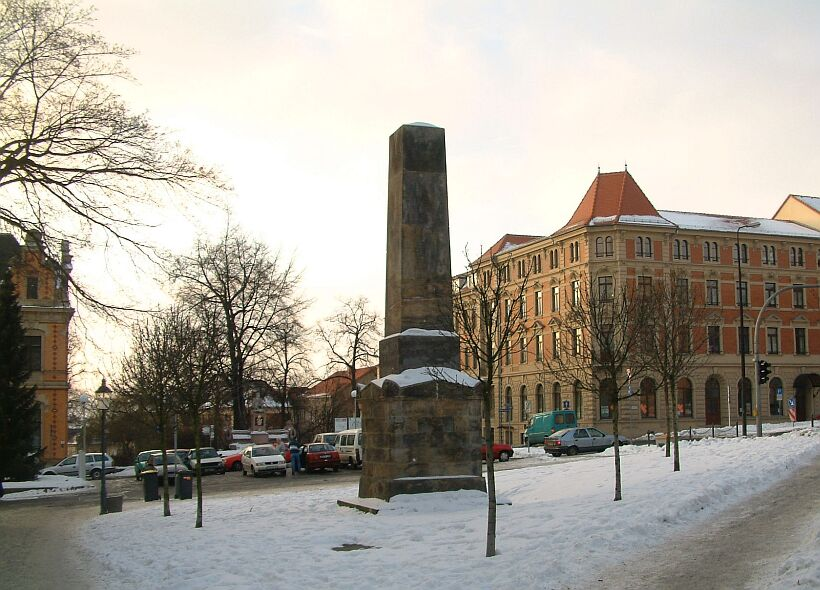
Konstitutionssäule in Zittau
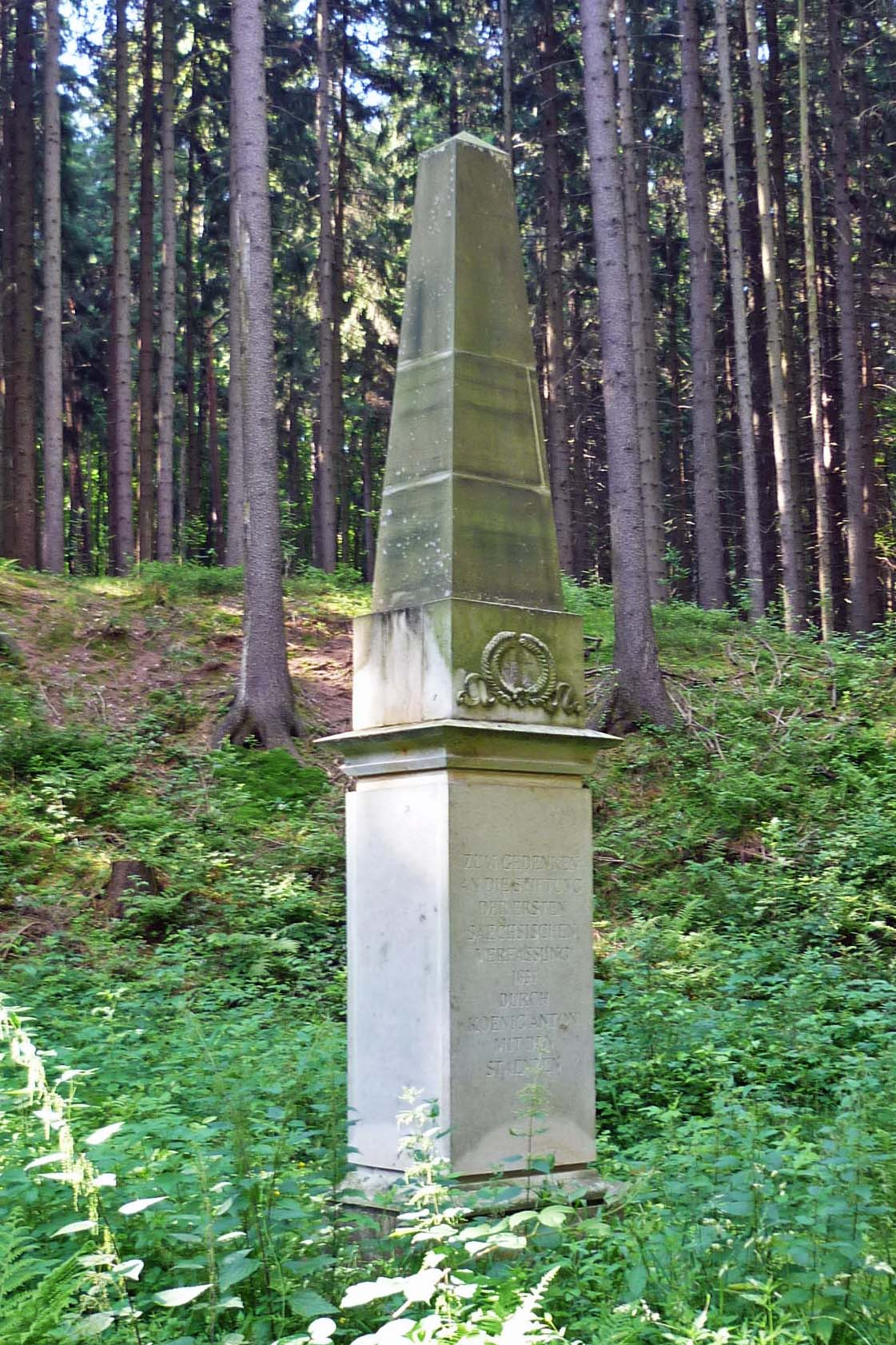
Konstitutionssäule im Lieblingstal